# Metodyka badań wykopaliskowych
Metodyka badań wykopaliskowych - zbiór zasad prowadzenia prac wykopaliskowych. Wprowadzone metody postępowania służą utrzymaniu minimalnego standardu badań. Zastosowanie się do przyjętych procedur, sposobów eksploracji i dokumentacji jest podstawą etyki zawodowej prawdziwego archeologa. 
W wielu krajach łamanie przyjętych zasad, niezastosowanie się do wytycznych służb ochrony zabytków i niewywiązywanie się ze swoich obowiązków pociąga za sobą cofnięcie zgody na prowadzenie badań.